# رضا ابوجباره
رضا ابوجباره (انگلیسی: Redha Abujabarah؛ زادهٔ ۲۷ اکتبر ۱۹۹۶) بازیکن فوتبال اهل کویت است.
از باشگاه‌هایی که در آن بازی کرده‌است می‌توان به باشگاه ورزشی القادسیه کویت اشاره کرد.
وی همچنین در تیم ملی فوتبال کویت بازی کرده‌است.